# Національний музей природознавства (Вашингтон)
Націона́льний музе́й природозна́вства (англ. National Museum of Natural History) — розташований у центрі м. Вашингтон, США на Національній алеї і є невіддільною частиною Смітсонівського інституту. Відвідування безкоштовне протягом цілого року. Музейна колекція налічує понад 500 млн екземплярів рослин, тварин, корисних копалин, мінералів, каменів, метеоритів й культурних артефактів, створених людиною. 
У 2009 р. цей музей відвідало майже 7 млн. 400 тис. людей, що підтверджує його статус, як найвідвідуванішої установи Смітсонівського інституту. 
Націона́льний музе́й природозна́вства (Вашингтон) займав 13-те місце в ТОП-20 музеїв світу за чисельністю відвідувань у допандемічному 2019 році за даними Theme Index and Museum Index 2022 (перше місце в ТОП-20 займав Лувр) та трете місце серед американських музеїв. Музей у 2019 році мав майже 4,2 млн. відвідувань. Пандемія Covid-19 сильно вплинула на відвідування – у 2020 році кількість відвідувачів становила 1,0 млн. осіб, у 2021 році – 0,6 млн. 2022 року стан справ покращився, відбулося певне відновлення інтересу до експозицій National Museum of Natural History, чисельність відвідувань збільшилась до 3,9 млн. Музей у 2022 році за відвідуваністю на першому місці серед американських музеїв. 
В цьому музеї працюють близько 185 науковців — найбільша наукова група у світі, що займається вивченням природознавства.

## Історія виникнення

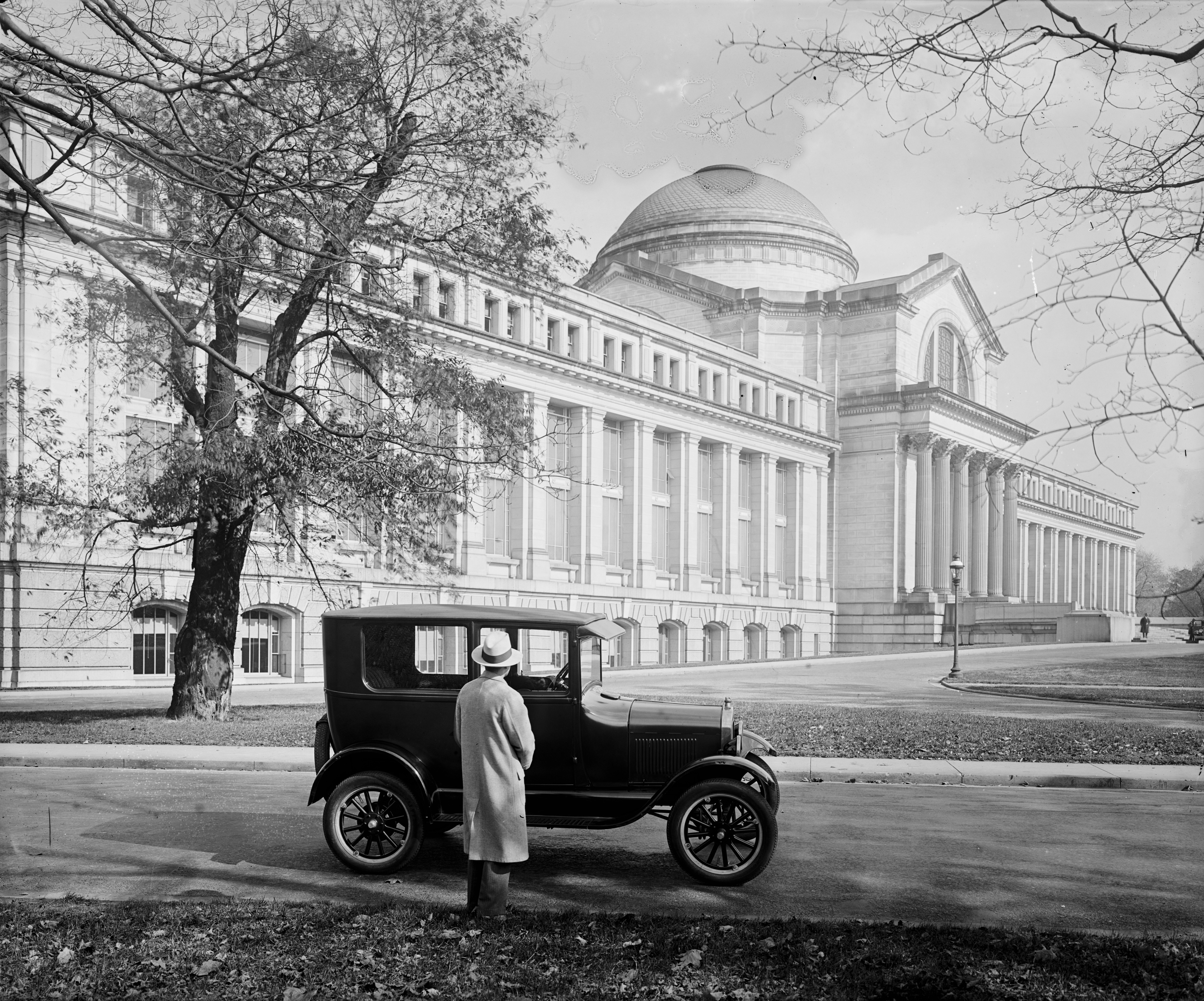
Вигляд будівлі Національного музею природознавства в 1926 р.

Музей, широко відомий також як Національний музей Сполучених Штатів, відкрив свої двері 17 березня 1910 р., щоб розмістити колекцію Смітсонівського інституту, яка постійно збільшувалася, й стати центральним місцем для вивчення природознавства. Будівлю, спорудження якої було повністю завершили у 1911 р., спроєктувало архітектурне бюро «Горнблоуер і Маршал». Споруда музею у неокласичному архітектурному стилі стала першою на північному боці Національної алеї вздовж Конституційної авеню. У 2000 р. Кеннет Е. Берінг пожертував музею $80 млн, а у 1997 р. — $20 млн на його модернізацію. На додачу до основної експозиції музей має величезну базу даних і значну кількість лабораторій. Докладніше — collections.nmnh.si.edu

## Деякі елементи постійної експозиції

### Зал геології, каміння і мінералів
Колекція коштовного каміння і мінералів, що зібрана в залі музею ім. Джанет Анненберг Гукер, є однією із найвизначніших в своєму роді у світі. Вона складається з деяких найвідоміших зразків коштовностей і мінералів включно з «Діамантом надії» та одним з найбільших у світі сапфіром «Зірка Азії». Колекція містить понад 15 тис. екземплярів дорогоцінних каменів, а також 350 тис. мінералів і 300 тис. каменів корисних копалин та руд. На додачу, в цьому залі зібрано приблизно 35 тис. часток метеоритів, що є однією з найповніших колекцій на планеті. Серед найвизначніших донорів колекції: Вашингтон Роблінг, котрий збудував знаменитий Бруклінський міст в Нью-Йорку й подарував музею 16 тис. зразків; Фредерік Канфілд, котрий пожертвував 9 тис. зразків та доктор геології Айзек Лі, завдяки котрому й було створено основу колекції з перших 1312 зразків.
У 2004–2005 рр. тут експонувалася відома колекція діамантів «Метелик миру Аврори» із 240 різнокольорових камінців загальною вагою 167 каратів, і яку було зібрано впродовж 12-ти років Аланом Бронштейном та Гаррі Родманом.

### Зал походження людини
Зал походження людини носить ім'я свого головного спонсора Девіда Коха ($15 млн із $20.7 млн вартості експозиції) і відкрився зовсім недавно — 17 березня 2010 р. — до століття музею. Зал площею 1 тис. 400 кв. метрів присвячений вивченню й усвідомленню того, як людина з'явилася й еволюціонувала на Землі. Експозиція складається з 75 копій черепів, інтерактивного «генеалогічного дерева» людини за всі 6 млн років еволюції та галереї «Змінюючи світ», що присвячена кліматичним змінам і людському впливу на довкілля. (Тим не менше, критики засуджують цю галерею за неналежну увагу до впливу людини на феномен глобального потепління).

### Зал палеонтології (динозаврів)
В залі палеонтології зібрані рештки понад 570 тис. амфібій і рептилій з усього світу. За останні 40 років (станом на 2008 р.) колекція збільшилася втричі! Зал має скам'янілі скелети та штучно відтворені копії включно з тиранозавром (Tyrannosaurus rex) та трицератопсом (Triceratops) в тому числі у віртуальному відображенні. Назагал колекція залу налічує 46 «повних і важливих зразків» динозаврів. Інтернет-сторінка залу пропонує всім охочим віртуальний тур по колекції.

### Зал ссавців
В залі ссавців ім. Берінга, який виграв кілька нагород за привітний і інноваційний дизайн (Reich + Petch), експонати представлені, як твори сучасного мистецтва. Відвідувачі знайомляться з тим, як ссавці еволюціонують в різних умовах. В цьому залі музею найбільша світова колекція хребетних ссавців, яку збирали протягом 19-го і 20 століть.

### Зал комах
В залі ім. Оркін представлені живі комахи й стенди із розповідями про комах та ентомологів. Створено різні середовища, щоб показати життя різних комах й їхню адаптацію у воді, озерах, болотах, людському житлі, пустелі й вологих лісах. Спонсором залу виступає фірма «Оркін», яка займається захистом від шкідників.

### Зал океаністики
Зал океаністики ім. Сант площею 2 тис. 100 кв. метрів відкрився 27 вересня 2008 р. і став найбільшою реконструкцією в історії музею. В ньому представлені 674 зразків морської фауни із понад 80 млн зразків, які є в розпорядженні музею. Зал названий на честь родини Роджера Санта, яка подарувала $15 млн для його спорудження. Тут є 14-метрова мумія північно-атлантичного кита, басейн на 5 тис. 678 літрів з морською водою, мумії двох гігантських кальмарів, дорослої латимерії і базилозавра. Музей також підтримує Смітсонівський океанічний портал ocean.si.edu, який регулярно оновлюється і містить унікальну інформацію про музейні дослідження, колекції тощо.

### Зал Африки
Цей зал і його інтернет-сторінка представляють розмаїття, динамізм і глобальний вплив африканського населення і культур через віки в розрізі родини, роботи, громади і довкілля.

### Павільйон метеликів і рослин
Павільйон із живими метеликами представляє відвідувачам багато інформації про їхній розвиток, простосування до умов в комплексі із рослинами, як партнерами.

### Виставка птахів
В підвальних приміщеннях розташована виставка птахів.

## Додаткова інформація
В музеї працює кінотеатр формату IMAX, де демонструють об'ємні кінофільми про довкілля, та «Дослідницька кімната» для сімейного і підліткового дозвілля.

## Фотоілюстрації

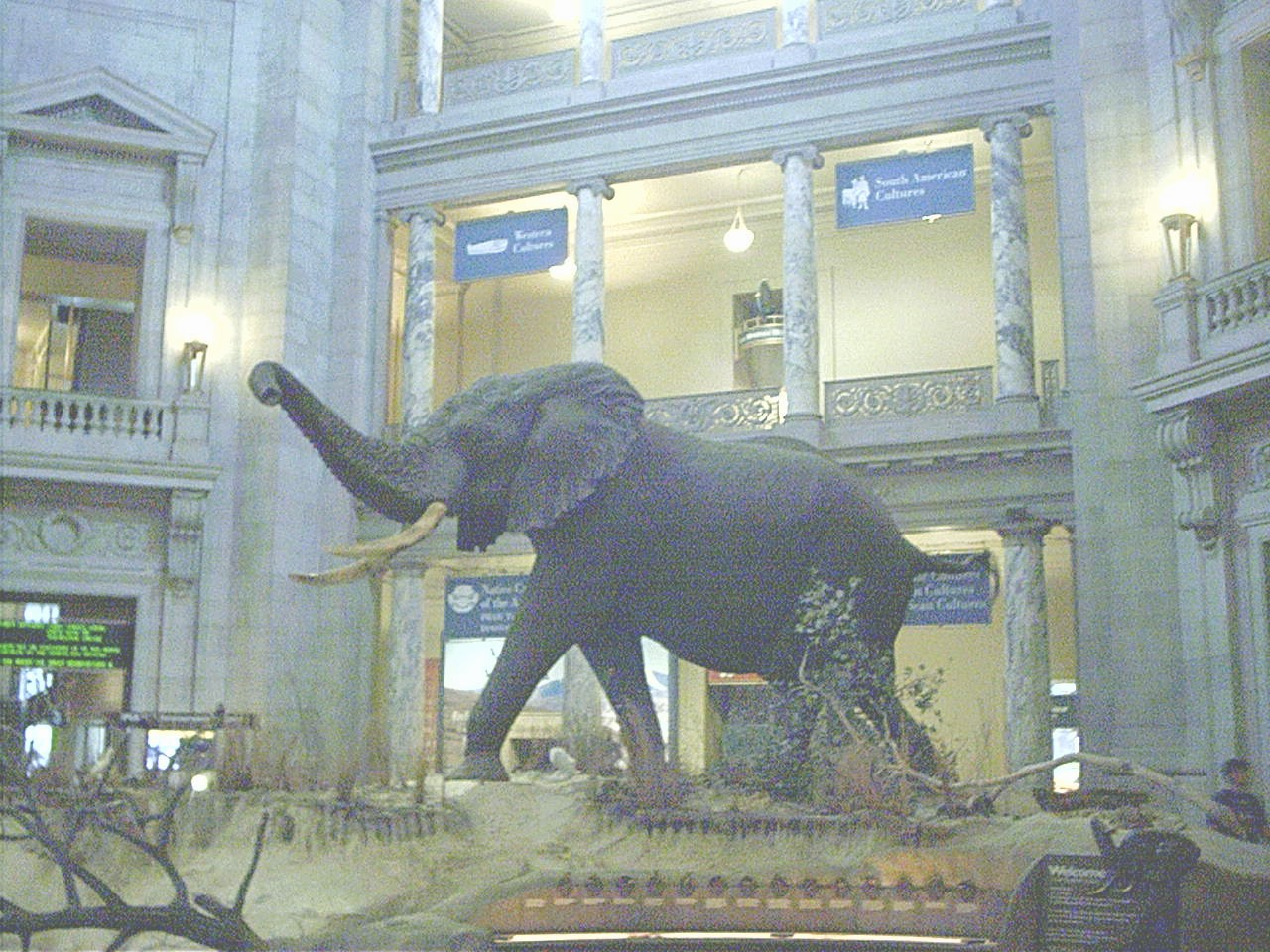
Слон під музейною ротондою
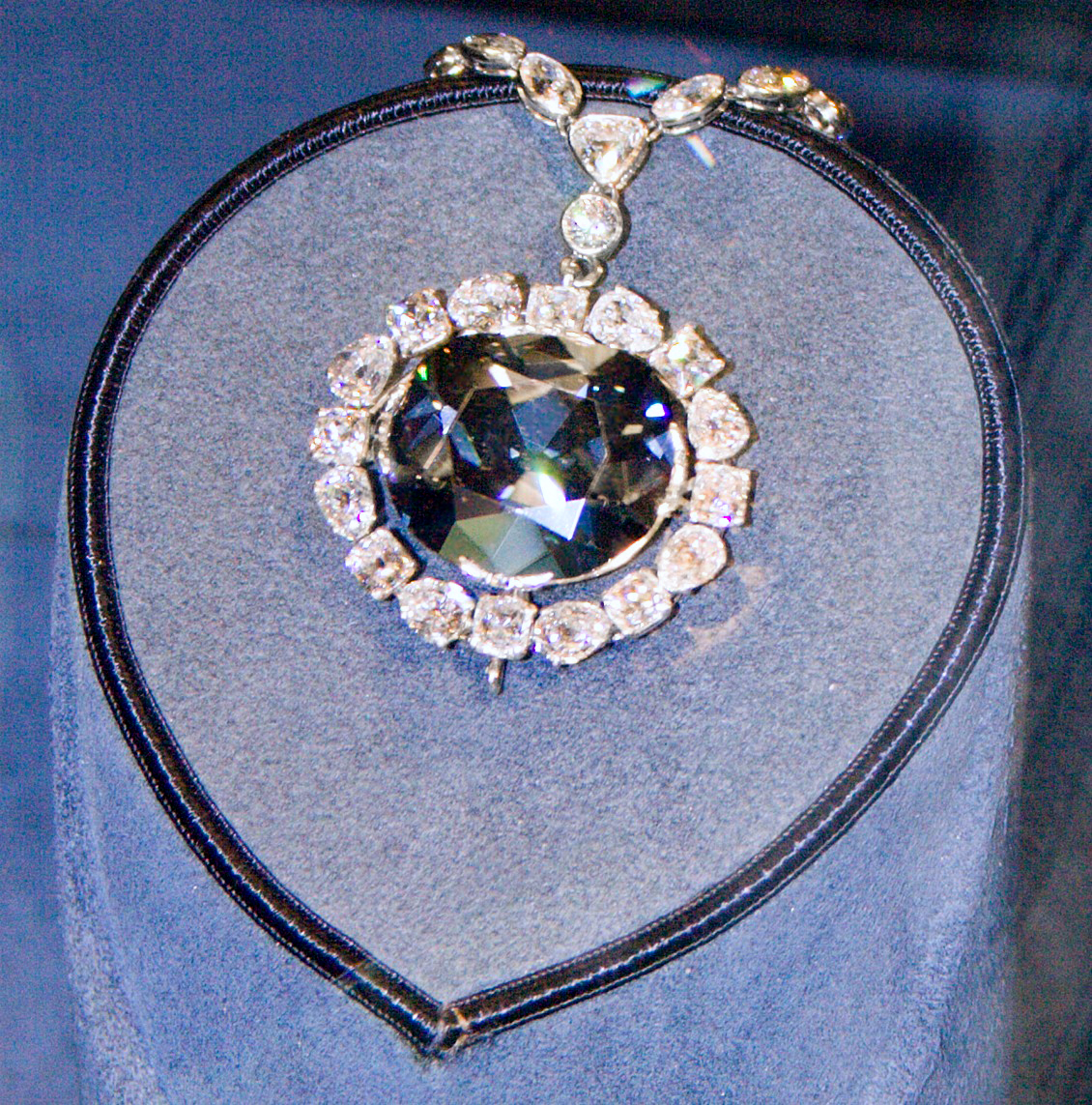
Діамант надії
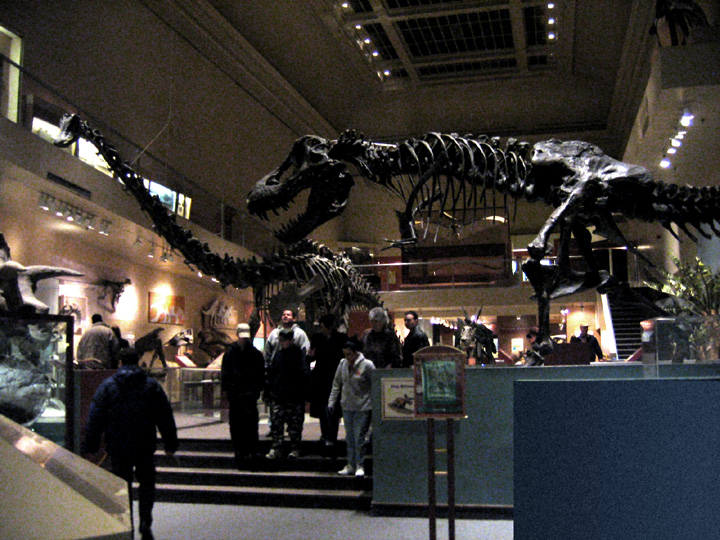
Зал палеонтології (динозаврів)
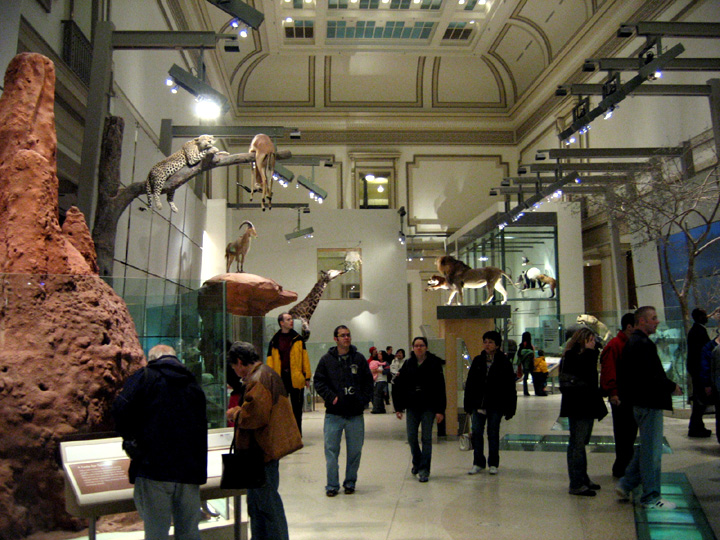
Зал ссавців
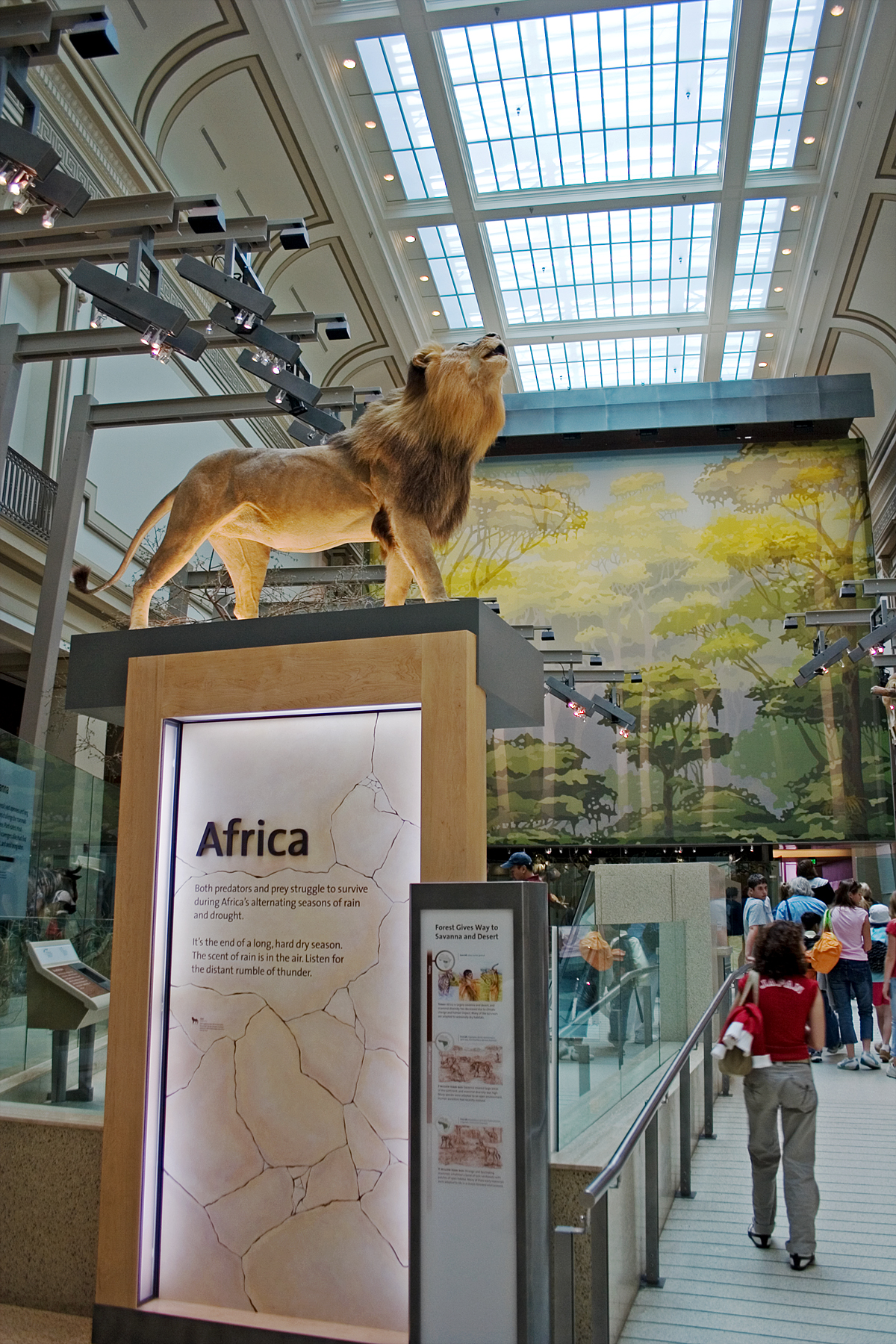
Зал ссавців

## Музей в популярній культурі
- В одному з епізодів телесеріалу «Південний парк» є сюжет про намір викрасти з музею «Діамант надії».
- В кінофільмі «Фоллаут-3» дія відбувається одній з секцій музею, яка стала домом для мутантів.
- У кінокомедії «Напруж звивини» шпигунська організація розташована в підвалі Національного музею природознавства.
- Гігантський кальмар з Національного музею природознавства надихнув творців кінофільму «Ніч в музеї-2»[25]
- Книга «Втрачена надія» (ISBN978-1461003854) розповідає про пригоди музейного куратора після викрадення з музею «Діаманту надії».